# Iranska Pro Liga
Iranska Pro Liga (Iranska premijer nogometna liga, perzijski: یگ برتر فوتبال ایران,) je najvažnije nogometno natjecanje u Iranu.
Jedan je od brojnih koraka u evoluciji iranske nogometne lige.
Liga sustav odražava sustav koji je trenutačno u uporabi u Engleskoj:
Premijer liga je najprva liga, zatim ju slijedi po ljestvici 1. divizija, pa 2. divizija te niže zonske lige.

## Prije 1970-ih
Prije 1970-ih godina, Iran nije imao službeno državno nogometno natjecanje. Većina momčadi je sudjelovala u gradskim prvenstvima.
Taj1 i Pirouzi2 iz Teherana su postali dvije najomiljenije momčadi sredinom 1960-ih, a tako je ostalo i do danas. Pas, Shahin FC, Taj, Daraei FC su osvajali prvenstava u teheranskoj ligi tijekom ovog razdoblja.

## Takhte Jamshid Cup
1972. godine krenulo je natjecanje zvano Takhte Jamshid kup. Pokrenuto je s nakanom za uključiti momčadi iz cijele države. Kao i uobičajeno, prevlast su imale teheranske momčadi, a ponajviše Pas, koji je osvojio dva zadnja kupa. 
Ovo natjecanje je trajalo sve do iranske islamske revolucije, i prvenstvo 1978. je ostalo nedovršenim.

## 1980-te
Zbog revolucije i iransko-iračkog rata, nogomet više nije bio predmetom kojem se daje važnost prije ostllih. Klubovi su imali vrlo malo novca za rad, a i zbog političkih razloga imena momčadi, uprava i izvori sredstava su promijenjeni. Nije bilo velikog ligaškog natjecanja u razdoblju od 1980. do 1989. godine, samo par kup-natjecanja i neka ligaška prvenstva kao što je 17. Lige Shahrivar i Qods kup. 1989. je počelo natjecanje u Lige Qods, a Esteghlal iz Teherana je bio prvakom te lige.

## Lige Azadegan
"Lige Qods" je 1991. godine preimenovana u "Lige Azadegan"3, .
Ime je dobila u čast iranskih ratnih zarobljenika, koji su bili pušteni na slobodu. 
Počela je funkcionirati u sezoni 1991/92. Po prvi put nakon više od 10 godina, Iran je imao državno prvenstvo. Pas iz Teherana je bio prvim prvakom. Pas i Saipa iz Teherana su vladale ligom prvih četiriju godina. Broj sudioničkih momčadi se mijenjao iz godine u godinu. 
U istom razdoblju, Pas i Esteghlal su uspjeli osvojiti Azijsku Ligu prvaka.
Do sredine 1990-ih, Persepolis i Esteghlal su vratili staru prevlast, pa je tako svako prvenstvo između 1995. i 2001. imalo za prvaka ili Esteghlala ili Persepolisa. 
Ova dva kluba su imala najnadarenije igrače u cijelom Iranu, pa se državna nogometna reprezentacija većinom sastojala od Persepolisovih i Esteghlalovih igrača. Jedan dio najnadarenijih igrača koje je ikad Iran vidio je otkriven u ovom razdoblju.

## IPL: Iranska Pro Liga
U 2001/02. sezoni je krenula prva prava profesionalna nogometna liga u Iranu. Ipak, brojne su kritike prema novoj ligi usmjerene u pravcu toga da je ova liga profesionalna samo u nazivu, i da nedostaje mnoštvo sastavnica potrebnih jednoj pravoj profesionalnog ligi.
U pravcu profesionalizma su iduća kretanja: igračke plaće su porasle, a izrastaju momčadi iz raznih pokrajina i nadareni igrači koji poniču u njima.
Momčadi kao Foolad Sepahan i Zob Ahan iz Isfahana te Foolad iz Ahvaza iz pokrajine Huzestana su pokazale sposobnost natjecati se, iako nisu iz Teherana.
U sezoni 2006/07., natjecanje se zove Kup Perzijskog zaljeva (eng. Persian Gulf Cup). Naime, 12. kolovoza 2006., Iranski nogometni savez je odlučio promijeniti naziv lige. Novo ime je na engleskom Persian Gulf Cup. This was done to promote the name of the Persian Gulf, instead of the incorrect variations which some nations and organizations use. The league logo was also changed, with the winner being selected from over 130 designs and unveiled on November 14, 2006.

## Momčadi Iranske premijer nogometne lige 2006./2007.
- Abu Muslem Mashhad iz pokrajine Razavi Horasan
- Bargh Shiraz
- Esteghlal Teheran
- Esteghlal Ahvaz
- Fajre Sepasi Shiraz
- Foolad Ahvaz
- Malavan Anzali Bandar Anzali
- Mes Kerman
- Pas Teheran
- Paykan Teheran
- Persepolis Teheran
- Rah Ahan Teheran
- Saba Battery Teheran
- Saipa Teheran
- Sepahan Isfahan
- Zob Ahan Isfahan

## Prvaci iranskih liga

### Lokalne lige
- 1960. Shahin FC
- 1961. nije bilo ligaškog natjecanja
- 1962. Daraei FC
- 1963. – 1966. nije održano
- 1967. Pas Teheran
- 1968. Pas Teheran
- 1969. nije bilo ligaškog natjecanja
- 1970. Taj
- 1971. Persepolis Teheran
- 1972. nije bilo ligaškog natjecanja

### Takhte Jamshid kup
- 1973. Persepolis Teheran
- 1974. Taj
- 1975. Persepolis Teheran
- 1976. Pas Teheran
- 1977. Pas Teheran
- 1978. nedovršeno zbog revolucije

### 1980-te
- 1979. – 1989. nije bilo ligaškog natjecanja

### Lige Qods
- 1989. – 90. Esteghlal Teheran

### Lige Azadegan
- 1991./92.: Pas Teheran
- 1992./93.: Pas Teheran
- 1993./94.: Saipa Teheran
- 1994./95.: Saipa Teheran
- 1995./96.: Persepolis Teheran
- 1996./97.: Persepolis Teheran
- 1997./98.: Esteghlal Teheran
- 1998./99.: Persepolis Teheran
- 1999./00.: Persepolis Teheran
- 2000./01.: Esteghlal Teheran

### IPL
- 2001/02.: Persepolis Teheran
- 2002/03.: Sepahan Isfahan
- 2003/04.: Pas Teheran
- 2004/05.: Foolad Ahvaz
- 2005/06.: Esteghlal Teheran

## Kup Perzijskog zaljeva
- 2006./07.: Saipa Teheran
- 2007./08.: Persepolis Teheran

NAPOMENE:

1. Taj je promijenio ime u  Esteghlal 1979.
 		
2. Shahin FC je raspušten, a svi igrači su mu u nekoliko valova prešli u Persepolis 1968., koji je promijenio ime potom u Pirouzi 1986.; staro ime Persepolis je još u uporabi u Iranu i preferirani je naziv

3. Lige Azadegan je danas (2006.) ime drugoligaškom natjecanju (po hrv.mjerilima) u Iranu; samo je IPL viša liga.

## Naslovi
- Persepolis FC, 8 puta
- Pas, 7 puta
- Esteghlal Teheran, 6 puta
- Saipa Teheran, 2 puta
- Sepahan Isfahan, 1 put
- Foolad Ahvaz, 1 put
- Daraei FC, 1 put

## Vanjske poveznice
- www.iraninfo.dk - Povijst iranskog nogometa  Arhivirana inačica izvorne stranice od 6. listopada 2007. (Wayback Machine)
- www.iraninfo.dk - tjedni sportski magazin Iranske Pro Lige
- Iranski nogomet online (IFO): Statistika - Vijesti - Zabava - MultiMedia
- Iranski nogometni centar  Arhivirana inačica izvorne stranice od 18. srpnja 2006. (Wayback Machine)
- Str. iranskog nogometa
- IRIFF - Nogometna reprezentacija Islamske Republike Iran
- Statistika Iranske Pro Lige
- Perzijska nogometna liga
- PFDC
- IRFO - Iranska FIFA Online  Arhivirana inačica izvorne stranice od 19. srpnja 2006. (Wayback Machine)
- www.irangoals.com  Arhivirana inačica izvorne stranice od 19. rujna 2020. (Wayback Machine)
- www.irankicks.com  Arhivirana inačica izvorne stranice od 15. srpnja 2006. (Wayback Machine)
- www.iransportspress.com  Arhivirana inačica izvorne stranice od 7. veljače 2019. (Wayback Machine)
- www.parsfootball.com